# HMAS

Námořní vlajka Austrálie

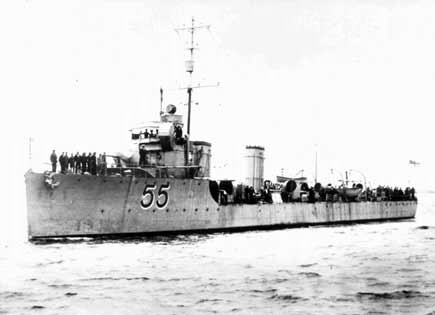
HMAS Parramatta v roce 1918

HMAS – (Her or His Majesty's Australian Ship, česky Australská loď Jejího/Jeho Veličenstva), je lodní prefix používaný pro lodě australského královského námořnictva. Prefix vychází z britského HMS (Loď jejího veličenstva), který používá britské královské námořnictvo. Tento prefix může označovat i australské námořní základny.
Král Jiří V. udělil 10. července 1911 námořním silám Austrálie titul Australské královské námořnictvo (Royal Australian Navy). Ve stejné době došlo ke schválení prefixu HMAS k použití k identifikaci lodí Royal Australian Navy. Prefix byl poprvé použit 1. března 1911 u torpédoborce HMAS Parramatta ještě před svým oficiálním schválením.
Prefix HMAS odkazuje k faktu, že oficiální hlavou Austrálie je britský monarcha, v současnosti král Karel III. Britský.